# Athénée royal de Ganshoren
L’Athénée royal de Ganshoren est un établissement d’enseignement maternel, primaire et secondaire public organisé par la Communauté française de Belgique via le réseau Wallonie-Bruxelles Enseignement. Les différentes implantations de l'école sont situés dans les communes bruxelloises de Ganshoren et de Jette.

## Histoire

### Origines
Le site principal de l’établissement est implanté sur un ancien domaine de l’École normale de l’État, une école de filles ouverte dans les années 1950, qui comprenait à l’époque un enseignement primaire bilingue (français/néerlandais) et une formation d’institutrices. Après la suppression de la section néerlandophone, l’école devient progressivement mixte entre 1964 et 1970, non sans tensions : en 1969, les garçons admis en 4e primaire sont brutalement renvoyés en pleine journée après une remise en cause de la mixité, avant que celle-ci ne soit définitivement adoptée l’année suivante.

### Création de l'athénée
L’Athénée royal de Ganshoren est officiellement fondé le 1ᵉʳ avril 1989, dans le contexte d’une restructuration du réseau d’enseignement secondaire de l’État. Il s’inscrit dans un mouvement plus large d’expansion de l’offre éducative dans le nord-ouest de Bruxelles. Son implantation principale occupe une série de bâtiments modernistes hérités de l’après-guerre, dont certains préfabriqués issus de l’Exposition universelle de 1958 sont encore utilisés,.
Le bâtiment de l’Avenue Marie de Hongrie 60 à Ganshoren est une implantation dédiée à l’enseignement maternel et primaire. Il est mentionné explicitement comme établissement scolaire dans l’inventaire du patrimoine architectural de la Région de Bruxelles–Capitale. Il est conçu par l’architecte Charles Van Nueten en 1978 et est inscrit à l’inventaire légal le 19 août 2024.

### Différentes implantations
L’Athénée royal de Ganshoren est réparti sur trois implantations principales, situées à Ganshoren et Jette, dans la Région de Bruxelles-Capitale. Elles couvrent l’ensemble des niveaux d’enseignement fondamental (maternelle et primaire) ainsi que l’enseignement secondaire général.
L’implantation de l’avenue Marie de Hongrie, à Ganshoren, regroupe plusieurs structures d’enseignement fondamental. On y retrouve l’école fondamentale annexée, fondée en 2007, l’école primaire annexée, ouverte en 2015, ainsi que le cycle fondamental de l’Athénée lui-même, en activité depuis 1989.
Le site de la rue Auguste De Cock, également à Ganshoren, accueille le siège administratif de l’Athénée et les classes de l’enseignement secondaire inférieur (premier degré). 
Enfin, l’implantation de la rue Léon Theodor, à Jette, constitue une extension récente inaugurée en septembre 2020. Ce site est consacré aux deuxième et troisième degrés de l’enseignement secondaire général. Il est créé dans le cadre de la politique d’élargissement du réseau WBE afin de faire face à la croissance démographique et aux besoins d’infrastructures scolaires dans le nord-ouest de Bruxelles.

## Vie scolaire
L’Athénée royal de Ganshoren autorise le port du voile islamique, conformément au règlement d’ordre intérieur. En 2012, le préfet des études de l’établissement indiquait que cette pratique ne posait pas de problèmes particuliers. Sur un effectif d’environ 880 élèves, une cinquantaine portaient le voile. Ces élèves respectaient les règles internes, notamment l’obligation d’enlever le voile lors des cours d’éducation physique.
En 2017, des élèves et enseignants de l’Athénée royal de Ganshoren ont mené une série d’actions de récolte de fonds afin de soutenir un projet de solidarité au Bénin, en partenariat avec l’association Africapsud. Brocantes, ventes de spéculoos, soirées à thème ou encore concours de jeux vidéo ont permis de financer ce projet.

## Polémiques et controverses

### Affaire des marchés informatiques (2018–2021)
Entre 2018 et 2021, l’ancien directeur et plusieurs anciens responsables de l’Athénée royal de Ganshoren ont été mis en cause pour des irrégularités dans la gestion des marchés publics liés à l’informatique, pour un montant total d’environ 3,5 millions d’euros. Un audit interne de Wallonie-Bruxelles Enseignement révèle que ces responsables avaient attribué des contrats sans appel d’offres, favorisant une entreprise appartenant à un ancien élève de l’établissement, notamment via le fractionnement artificiel des marchés (« saucissonnage ») pour contourner la législation. Ces contrats concernaient la fourniture, la maintenance et l’hébergement des infrastructures informatiques de l’école, incluant des serveurs et équipements numériques essentiels. Ces faits ont conduit à des sanctions disciplinaires à l’encontre des personnes impliquées et à la transmission du dossier au parquet de Bruxelles, où une information judiciaire est en cours.

### Insalubrité et délabrement des locaux
L’Athénée royal de Ganshoren est régulièrement critiqué pour l’état dégradé de ses bâtiments, notamment des préfabriqués datant des années 1950. En 2019, des plafonds se sont effondrés et plusieurs locaux ont été fermés pour raisons de sécurité. Personnel, élèves et parents ont organisé des mobilisations pour réclamer des rénovations urgentes. La présence d’humidité, de moisissures et de rongeurs a également été signalée.

### Suppression du poste de directrice adjointe
En septembre 2024, le personnel de l’Athénée royal de Ganshoren a mené plusieurs arrêts de travail pour protester contre la suppression d’un poste de directrice adjointe, attribué jusque-là via un contrat « hors cadre » destiné à soutenir des établissements en difficulté. Ce poste, crucial pour la gestion des trois implantations de l’établissement réparties sur deux communes, a été supprimé à la suite d’une décision administrative visant à respecter les normes légales d’encadrement du personnel dans les écoles publiques.
Les syndicats ont dénoncé cette suppression, soulignant le risque d’une organisation plus difficile et d’un impact négatif sur la qualité du suivi des élèves. De leur côté, le ministère de l’Enseignement a indiqué que ces contrats hors cadre étaient contraires à la réglementation en vigueur et a encouragé les établissements à recourir à d’autres dispositifs ou financements pour compenser cette suppression.